# Launch Channel
Der Launch Channel (englisch für Barkassenkanal) ist eine schmale Meerenge an der Budd-Küste des ostantarktischen Wilkeslands. Sie verläuft zwischen der Bailey-Halbinsel und Shirley Island im Archipel der Windmill-Inseln.
Luftaufnahmen der US-amerikanischen Operation Highjump (1946–1947) und Operation Windmill (1947–1948) dienten ihrer Kartierung. Das Advisory Committee on Antarctic Names spielte 1963 bei der Benennung auf die in der Meerenge vorhandenen Untiefen an, die eine Durchfahrt nur von Wasserfahrzeugen mit geringem Tiefgang erlauben.